# Banco Nacional de Bulgaria
El Banco Nacional de Bulgaria (en búlgaro: Българска народна банка, Balgarska narodna banka) es el banco central de la República de Bulgaria con su sede en Sofía. El BNB fue establecido el 25 de enero de 1879. Es una institución independiente responsable de la emisión de todos los billetes y monedas de curso legal en el país, de la supervisión y regulación del sector bancario y de mantener la reserva de divisas del gobierno. El BNB es también el único propietario de la casa de la moneda. El actual gobernador es Dimitar Radev.

## Sede
La sede del Banco Nacional de Bulgaria en Sofía se encuentra en la céntrica plaza Battenberg. El actual edificio fue encargado a los arquitectos Ivan Vasilyov y Dimitar Tsolov y fue construido entre 1934 y 1939 en un estricto no decorativo estilo neoclásico del momento. Se extiende por un área de 3.700 m² y tiene cuatro pisos de altura en superficie y tres subterráneos. La decoración interior es obra de Ivan Penkov y Dechko Uzunov.

## Divisa
Lev búlgaro
- Economía de Bulgaria
- Lev búlgaro
- Sistema Europeo de Bancos Centrales